# Wacław Tomalak

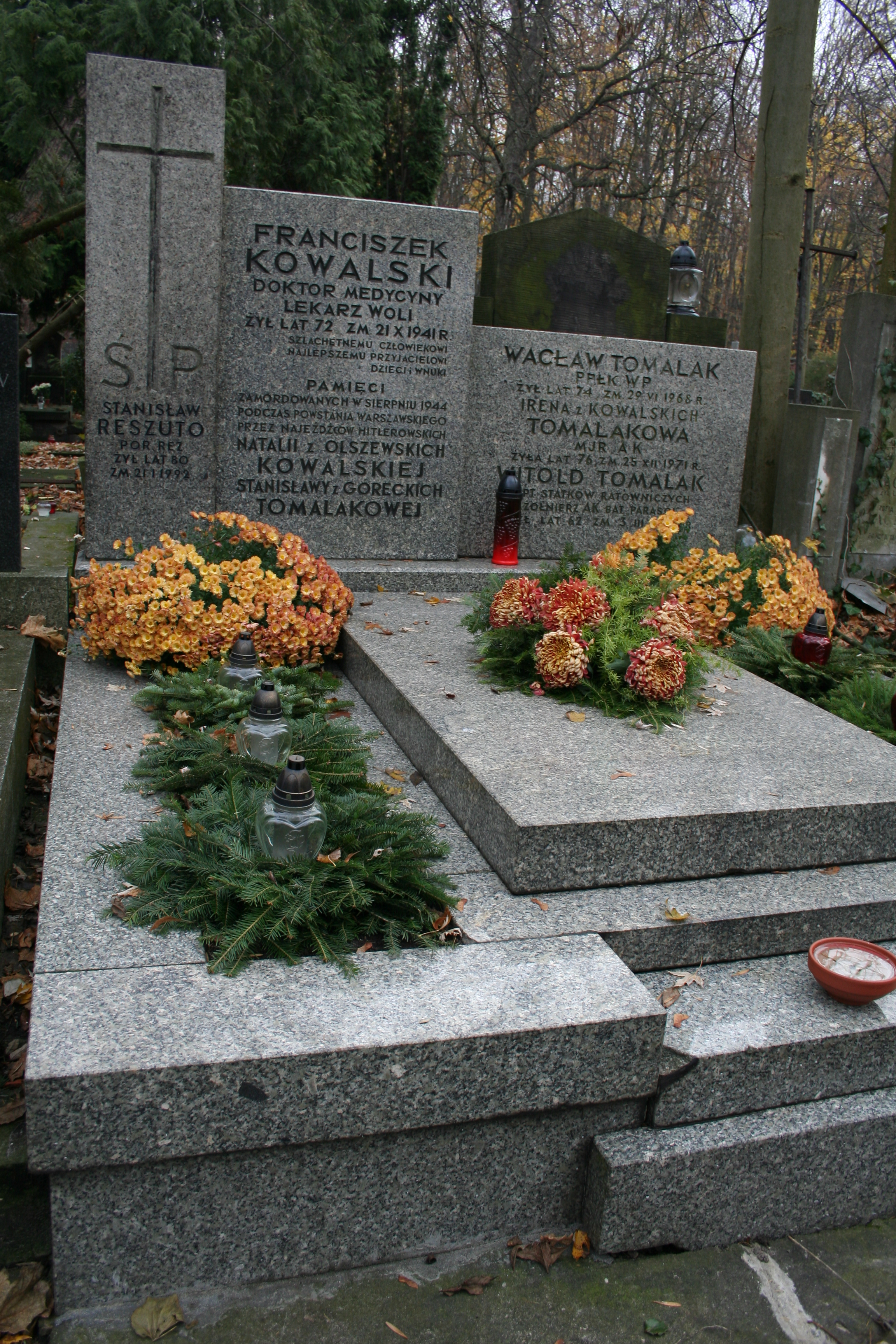
Grób Wacława i Ireny Tomalaków na warszawskim cmentarzu Powązkowskim

Wacław Tomalak (ur. 8 września 1893 w Ostrzeszowie, zm. 29 czerwca 1968 w Warszawie) – powstaniec wielkopolski, podpułkownik łączności Wojska Polskiego.

## Życiorys
Członek organizacji w Kępnie – Towarzystwa Gimnastycznego Sokół i niepodległościowego Towarzystwa Tomasza Zana. Gimnazjum ukończył w Kępnie, a następnie podjął studia medyczne na ówczesnym Uniwersytecie Wrocławskim. 11 listopada 1914 został powołany do armii niemieckiej. Służbę pełnił najpierw w 50 pp w Rawiczu (Rawitsch) lub Lesznie (Lissa u. Breslau), a później w oddziałach łączności na frontach – zachodnim oraz wschodnim. W trakcie działań we Flandrii znalazł się w strefie ataku gazowego, co stało się powodem późniejszych komplikacji zdrowotnych. W armii niemieckiej ukończył kurs oficerski w zakresie telegrafii i radiotelegrafii w Grünz pod Berlinem. 6 kwietnia 1918 awansowany został do stopnia ppor. Po zwolnieniu z wojska powrócił do kraju i w styczniu 1919 wstąpił do Armii Wielkopolskiej, został promowany do stopnia ppor. przez Naczelną Radę Ludową w Poznaniu, obejmując dowództwo 2 kompanii łączności I baonu/batalionu telegraficznego Wojsk Wielkopolskich; był komendantem szkoły telefonistów, a następnie oficerem radio w Oddziale IIIa Łączności sztabu Dowództwa Frontu Wielkopolskiego. Uczestnik walk o poznańską Cytadelę.
25 maja 1919 Armia Wielkopolska podporządkowana została Naczelnemu Dowództwu WP. Awansował na kolejne stopnie wojskowe: por. 4 września 1919 i kpt. we wrześniu 1920 ze starszeństwem z dniem 1 czerwca 1919. Według innych źródeł został formalnie zatwierdzony w stopniu ppor. dekretem Naczelnika Państwa z 17 października 1919. Przydzielony do Inspektoratu Wojsk Łączności w Warszawie. Uczestniczył w wojnie polsko-sowieckiej. Po zakończeniu działań wojennych, 17 lutego 1921 przybył do Obozu Wyszkolenia Wojsk Łączności w Zegrzu na stanowisko dowódcy Centralnej Szkoły Podoficerskiej Wojsk Łączności, skąd odszedł 31 lipca 1923. 31 marca 1924 awansował na majora ze starszeństwem z dniem 1 lipca 1923 i 7. lokatą w korpusie oficerów łączności.
Służył w pułku radiotelegraficznym w Warszawie (1928), w 3 pułku łączności (p.o. dowódcy III batalionu radiotelegraficznego w Grudziądzu), oddziale IV Sztabu Głównego WP pełniąc obowiązki zastępcy delegata Sztabu Głównego WP przy Ministrze Poczt i Telegrafów (1928), Dowództwie Okręgu Korpusu I (DOK I) w Warszawie i w 1932 w Wojskowym Instytucie Badań Inżynieryjnych w Warszawie. 31 lipca 1934 ze względu na zły stan zdrowia przeniesiony został w stan spoczynku. Zatrudniony w kartelu „Centroprzewód” w Warszawie przy ul. Królewskiej 23 na stanowisku dyrektora ds. współpracy z wojskiem. W 1939 zmobilizowany z przydziałem do Ośrodka Zapasowego Wojsk Łączności w Jarosławiu (?). Po przekroczeniu granicy w Zaleszczykach, internowany w Rumunii (1939–1940), d-ca szkoły łączności w Centrum Wyszkolenia Wojsk Łączności w Wersalu. Internowany w Stacji Zbornej Oficerów Rothesay na szkockiej wyspie Bute (1941), d-ca pociągu pancernego broniącego wschodniego wybrzeża Wielkiej Brytanii. Po 1945 był kier. jednego z obozów Polskiego Korpusu Przysposobienia i Rozmieszczenia zdemobilizowanych żołnierzy Polskich Sił Zbrojnych na Zachodzie, zamieszkał w Nottingham, wrócił do kraju w 1962. Oficer w Korpusie Oficerów Łączności; ostatni stopień wojskowy – ppłk.
Był mężem Ireny Tomalak, z którą miał dwójkę dzieci: Witolda Józefa Tomalaka i Annę Krystynę Reszuto.
Pochowany w grobie rodzinnym na cmentarzu Powązkowskim (kwatera 230-4-8,9).

## Ordery i odznaczenia
- Złoty Krzyż Zasługi (19 marca 1931)[6]
- Medal Niepodległości (9 listopada 1932)[7]
- Medal Wojska[8]
- Medal Pamiątkowy za Wojnę 1918–1921
- Medal Dziesięciolecia Odzyskanej Niepodległości
- Krzyż Żelazny I klasy
- Krzyż Żelazny II klasy